# Helmut Kurt Weber
Helmut Kurt Weber (* 22. November 1933 in Roth) ist ein deutscher Wirtschaftswissenschaftler und Hochschullehrer.

## Leben
Nach dem Abitur am Gymnasium in Weißenburg 1953 studierte er Wirtschaftswissenschaften an den Universitäten München und Nürnberg sowie am Florida Southern College in Lakeland, Florida. Dort erwarb er 1955 einen Bachelor of Arts. Im Jahr 1958 schloss er seine Studien mit dem Examen zum Diplom-Kaufmann in Nürnberg ab.
Anschließend wurde er im Jahr 1962 in Nürnberg bei Erich Schäfer mit der Dissertation Die Planung in der Unternehmung promoviert, an dessen Lehrstuhl er anschließend als Wissenschaftlicher Assistent tätig war. Dort verfasste er auch seine Habilitations Schrift mit dem Titel Der Absatzmarkt der industriellen Unternehmung, Formen und Typen. Er entwickelte die von seinem akademischen Lehrer erdachte typologisierende Betrachtungsweise in der Betriebswirtschaftslehre weiter und übertrug sie insbesondere auf den Bereich des Rechnungswesens.
Nach einer Lehrstuhlvertretung 1968/1969 an der Universität Hamburg erhielt er 1969 einen Ruf als ordentlicher Professor an die Georg-August-Universität Göttingen. Dort hatte er den Lehrstuhl für Betriebswirtschaftslehre, insbesondere für Betriebswirtschaftliches Rechnungswesen und für Betriebswirtschaftslehre der Industrie inne. Bis zu seiner Emeritierung 2002 blieb er der Universität Göttingen trotz mehrerer Rufe an andere Hochschulen treu.
Weber engagierte sich sehr für die Ausbildung und die Förderung des wissenschaftlichen Nachwuchses im Bereich der Betriebswirtschaftslehre. So waren an dem von ihm geleiteten Institut für Rechnungswesen und Prüfungswesen privater und öffentlicher Betriebe unter anderem die späteren Hochschullehrer Wolfgang Fricke (HAW Hamburg), Silvia Rogler (Bergakademie Freiberg), Andreas Schiller (Fachhochschule Hannover), Bettina Schneider (Fachhochschule Aachen), Wilhelm Schneider (Hochschule Bonn-Rhein-Sieg) und Klaus-Rüdiger Veit (Universität Kiel), als seine Assistenten bzw. Doktoranden tätig.
Zu den bekanntesten Schülern außerhalb des Hochschulbereiches zählen die ehemaligen Vorstandsvorsitzenden der B. Braun Melsungen AG, Heinz-Walter Große, der Knorr Bremse AG, Lorenz Zwingmann und der Putzmeister GmbH Renate Neumann-Schäfer sowie der ehemalige Generalbevollmächtigter der Oetker-Gruppe Heino Schmidt.